# Реэ, Антон
Антон Реэ (дат. Anton Hartvig Rée; 5 октября 1820, Орхус — 20 декабря 1886, Копенгаген) — датский пианист и музыкальный педагог.
Родился в известной семье предпринимателей и общественных деятелей еврейского происхождения, два его брата были членами датского парламента. Рано проявил музыкальную одарённость, в возрасте 15 лет покинул Данию и отправился совершенствовать своё мастерство в Гамбург, где учился у Карла Кребса, затем в 1839 г. отправился в Вену, где продолжил обучение под руководством Антона Хальма. В 1841 г. выступал в Париже, где познакомился с Фридериком Шопеном и Фридрихом Калькбреннером.
В 1842 г. вернулся в Данию и быстро завоевал репутацию одного из виднейших пианистов Копенгагена. Исполнял концерты Людвига ван Бетховена и Феликса Мендельсона, произведения Шопена, Калькбреннера, Игнаца Мошелеса, Стефана Геллера и др. Написал некоторое количество салонных и дидактических пьес, каденции к концертам Моцарта и Бетховена.
С 1845 г. руководил собственной школой пианистов, наиболее заметными выпускниками которой стали Людвиг Шитте, Август Виндинг и Фриц Хартвигсон. При образовании в 1867 г. Королевской консерватории считался наиболее вероятным претендентом на руководство фортепианным классом, однако из-за конфликта с Нильсом Гаде этого не произошло. Опубликовал учебное пособие «Техника фортепианной игры» (дат. Bidrag til Klaverspillets Teknik; 1870), а также сборник «Моменты музыкальной истории» (дат. Musikhistoriske Momenter; 1871).
Брат Иммануэль Реэ (1825—1859) изучал первоначально медицину, но затем также решил посвятить себя музыке, преподавал в Оденсе, с 1854 г. держал музыкальный магазин в Копенгагене. В 1857—1859 гг. выпустил три номера «Музыкального журнала» (Tidsskrift for Musik), публиковал также нотные издания современных композиторов.